# Blagaj Japra
Blagaj Japra är en ort i Bosnien och Hercegovina.   Den ligger i entiteten Republika Srpska, i den nordvästra delen av landet, 200 kilometer nordväst om huvudstaden Sarajevo. Blagaj Japra ligger 140 meter över havet och antalet invånare är 1 234.
Terrängen runt Blagaj Japra är kuperad åt nordväst, men åt sydost är den platt. Blagaj Japra ligger nere i en dal.Närmaste större samhälle är Svodna, 6,3 kilometer öster om Blagaj Japra. 
Omgivningarna runt Blagaj Japra är en mosaik av jordbruksmark och naturlig växtlighet. Runt Blagaj Japra är det ganska tätbefolkat, med 67 invånare per kvadratkilometer.